# 坤輿萬國全圖
《坤輿萬國全圖》是明朝光祿寺少卿 李之藻與義大利傳教士利瑪竇合作刊刻的世界地圖。 此圖不僅匯集了當時中西方對世界地理的全部探索成果，並且是中國現存最早有完整經緯線的世界地圖，在地理學和製圖學界具有重要地位。《坤輿萬國全圖》的多幅印刷品製作於1602年，原件副本僅存六份，已知的副本藏於梵蒂岡宗座圖書館第一館藏和明尼蘇達大學詹姆斯福特貝爾圖書館。

## 歷史
利瑪竇是一位耶穌會神父，是最早居住在中國的西方學者之一，精通中文書法和古典中文。明神宗萬曆十一年（1583年），利瑪竇自澳門抵广东肇庆，成為第一批進入中國的耶穌會士之一。 他與中國合作者合作製作了第一張中國世界地圖《山海舆地全图》，於1584年製作完成，由王絆首刻于肇庆。利瑪竇擁有一張小型的意大利地圖，應肇慶省知事王絆的要求，利瑪竇創建了其中文版本。王絆希望這份文件能成為探險家和學者的資源。
萬曆二十九年（1601年）1月24日，利驥成為第一位進入明朝首都北京的耶穌會士，也是第一批西方人之一，他帶著對於歐洲和西方的地圖集抵京師獻圖，深受明神宗喜愛。萬曆三十年（1602年），應萬曆皇帝的要求及太僕寺少卿李之藻等中國學者出資刊行，利瑪竇於北京刻印第三張，也是最大的世界地圖，改曰《坤輿萬國全圖》。,。
根據約翰·D·戴（John D. Day）的說法，利瑪竇在1603年之前在中國期間，準備了四版中國世界地圖：
- 一張1584年在肇慶製作的木刻早期版本，名《輿地山海全圖》
- 一張1596年刻在碑文上的地圖，名為《山海輿地圖》；
- 一張1600年修訂版的1596年地圖，通常稱為《山海輿地全圖》，由吳仲明刻版；
- 一張1602年在北京印製、以六塊面板呈現、版式更大且更精緻的1584年地圖《坤輿萬國全圖》。[6][7][8][9]

## 說明
利瑪竇於1602年的繪製的原始圖是一幅非常巨大的木刻地圖，高5英尺（1.52米），寬12英尺（3.66米），使用偽圓柱狀地地图投影，在地圖上將中國放在已知世界的中心位置。這也是歷史上第一幅顯示美洲的中文地圖。地圖的鏡像原本刻在六塊大木塊上，然後用褐色墨水雕版印刷在六塊桑蠶紙上，類似製作折屏風的過程。
地圖相當準確地描繪了北美和南美以及太平洋。中國與亞洲、印度和中東的連接。歐洲、地中海和非洲也被很好地描繪出來。詹姆斯·福特·貝爾信託基金的董事黛安·內曼指出：「雖然存在一些扭曲，但地圖上的內容反映了商業、貿易和探險的結果，因此人們能夠很好地了解當時的情況。」

## 詳細資訊

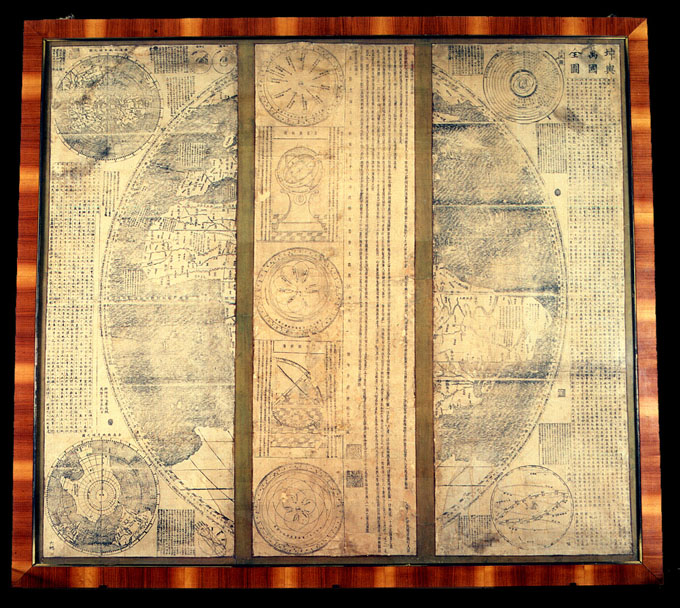
波隆那大學自然史博物館的藏品，包括第1和第6面板（左和右）。

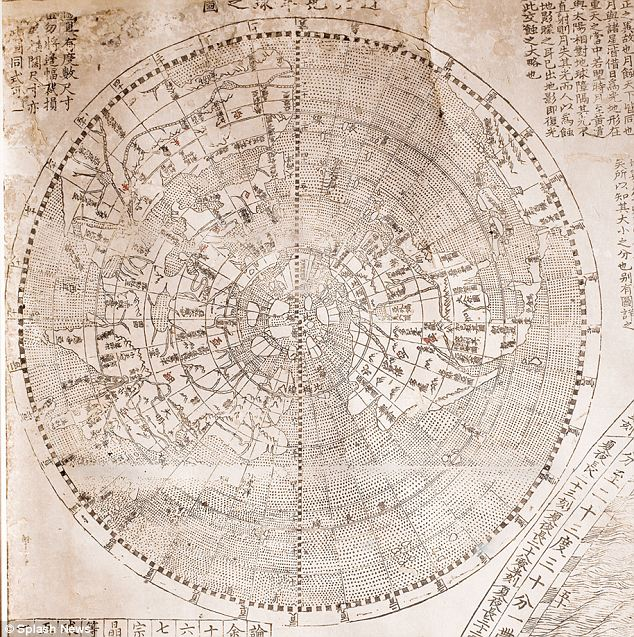
1602年利瑪竇地圖，第一左面板頂部有著北半球的小尺度極坐標投影。

《坤輿萬國全圖》高5英尺（1.52米），寬12英尺（3.66米），该图并非以中國为中心，中国位于地圖中间线偏左的地方。
- 亞細亞（亞細亞洲/亞洲）
- 歐邏巴（歐羅巴洲/歐洲）
- 利未亞（阿非利加洲/非洲）
- 北亞墨利加（北亞美利加洲/北美洲）
- 南亞墨利加（南亞美利加洲/南美洲）
- 墨瓦蜡泥加（麥哲倫洲，即歐洲人假想中未知的南方大陸）

該地圖附註地理誌異，並包含描述世界各個地區的圖像和註釋。包括提及四大洋如大西洋、太平洋、印度洋和北冰洋，非洲被指出擁有世界上最高的山脈和最長的河流。對北美的簡短描述提到了「駝峰牛」（野牛）、「野馬」，並提到了「加拿大」。地圖將佛羅里達州識別為「花地」，即「花園之地」。還列出了中美洲和南美洲的一些區域，包括「哇的麻剌（瓜地馬拉、「宇革堂」、（尤卡坦半岛）和「智里」（智利）。地圖的繪製者利瑪竇簡要描述對美洲的發現。「很久以前，沒有人知道有北美洲、南美洲或麥哲倫洲（早期地圖製作者給澳洲、南極洲和火地島等地一個未知的南方大陸的名字），但一百年前，歐洲人乘坐船航行到海岸的一些地方，並發現了它們。」
1938年，教皇圖書館編輯的帕斯夸萊·德利亞全面的作品出版了評論、注釋和整個地圖的翻譯。這些地圖包含了豐富的使用說明和製作所需儀器的詳細插圖，以及關於「地球和天上世界系統」的概念解釋。地圖中間有馬太奧·利瑪竇的長篇序言，描述了太平洋的特徵。德利亞的全文翻譯如下：
|  | 曾經我認為學習是一種多重的經歷，我不會拒絕去旅行，即使是一萬里，也要訪問智者，參觀著名的國家。但人的一生有多長呢？顯然需要很多年才能獲得完整的科學，這是基於大量的觀察：這就是一個人變老卻沒有時間利用這個科學。這不是一件令人痛苦的事情嗎？ 這就是為什麼我非常重視[地理]地圖和歷史：歷史用於確定[這些觀察]，地圖用於將它們傳遞給[後代]。由歐洲人馬太奧·利瑪竇於1602年8月17日尊敬地撰寫。 |

博洛尼亚的自然史博物館收藏了1602年利瑪竇地圖的六幅板中的第一和第六幅。然而在修復和安裝過程中，由於錯誤插入了德國數學家和天文學家汤若望《赤道南北兩總星圖敘》的中央板，使得將兩個部分分隔開來，1958年，羅馬大學的漢學家帕斯夸萊·德利亞證實了該博物館擁有該地圖的真實性，指出「這是一部地理和地圖學作品的第三版，它使利瑪竇在中國聲名鵲起。他在1584年在肇慶出版了第一版，隨後在1600年在南京出版了第二版，兩年後在北京出版了第三版。」
在地圖標題左側印有風俗禽獸；四方各置「九重天圖」、「天地儀圖」、「日月食圖」、「中氣圖」，附帶的銘文解釋了行星的運動。右側部分（第6面）有其他銘文，關於地理和海洋學的一般想法。另一個銘文記錄了關於太陽運動的摘錄。在左側部分（第1面）的頂部提及日食的解釋以及測量地球和月球的方法。兩個部分都帶有耶穌會的特徵印記，即耶穌會的IHS標誌。南半球的地名底下是地圖的中文出版者和日期：1602年秋季的第一個月的某一天。
地圖還包括對緯線和經線的解釋，證明太陽比月亮大的證據，顯示行星距離地球的表格，以及關於日夜長短變化的解釋，以及與主要地圖非常一致的地球極投影。

## 现存
已发现的李之藻於1602年的原刻本《坤舆万国全图》整理如下。
已知的完整副本：
1. 梵蒂岡教廷圖書館藏本。[6][17]
2. 美國明尼蘇達大學詹姆斯·福特·贝尔图书馆（英语：James Ford Bell Library）藏本。[18]
3. 日本京都大学藏本。（圖上三枚耶穌會印章均被刮去。）[19][18][4]
4. 日本宮城縣立圖書館藏本。[20]
5. 日本國立公文書館藏本。（周圍的利瑪竇序文與九重天圖等配圖遭切除，只剩橢圓形地圖本身。）[21]
6. 菲利普·羅賓遜（Philip robinson）舊藏本。（原為法國巴黎「克萊芒學院」藏本。1924年在大英圖書館舉辦的「中日地圖展」展覽。）1988年被法國收藏家亨利·希勒購得。1991年出現在拍賣行，今下落不明。但有觀點認為現在仍由亨利·希勒收藏。

其餘殘本：
1. 義大利「波隆那大學自然史博物館」藏本。（殘本，僅存兩幅，第一幅與第六幅）
2. 奧地利國家圖書館藏本
3. 英國倫敦皇家地理學會藏本
4. 聖彼得堡俄罗斯国家图书馆藏本。

其中奧地利國家圖書館、英國倫敦皇家地理學的藏本可能非1602年的原刻本，而是以李之藻版為底本的清代摹刻本。此外，還有有一份德禮賢神父（Pasquale d'Elia）認為是刻工為了營利私下刻製的「工人摹刻本」，今下落不明。

#### 貝爾圖書館副本

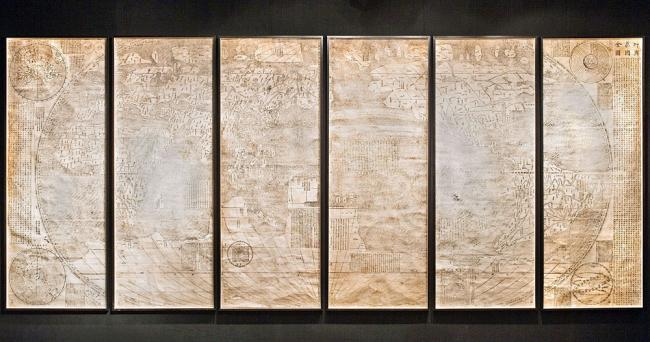
貝爾圖書館保存的1602年副本。

2009年12月，明尼蘇達大學詹姆斯·福特·贝尔图书馆宣布從倫敦著名的稀有書籍和地圖經銷商伯納德·J·夏佩羅公司購得了1602年利瑪竇地圖的兩份副本中的一份，價值100萬美元，是有史以來第二昂貴的地圖購買。這份副本曾長期由日本一位私人收藏家擁有。
詹姆斯·福特·貝爾信託基金會的總裁福特·W·貝爾在接受明尼蘇達公共廣播公司節目記者的採訪時表示：「這樣的機會很少出現。這幅地圖是市場上唯一的一份，而且也可能是唯一的一份。所以我們必須把握這個機會。」
該地圖於2010年1月至4月在美國國會圖書館首次在北美展出。美國國會圖書館地理與地圖部門對其進行了掃描，以創建一個永久的數位影像，將於同年於世界數位圖書館上線，供學者和學生研究。該地圖隨後簡短展出於明尼阿波利斯艺术学院，然後移至貝爾圖書館展出。

### 摹繪本

傳入日本並經抄繪、上色的「坤輿萬國全圖」摹繪本（東北大學圖書館狩野文庫收藏）

《坤輿萬國全圖》摹繪本已知共有9份 ，圖上有各類動物及船隻為其最主要特徵。目前中国没有《坤舆万国全图》原刻本的收藏。中国国内现存最早、也是唯一的据彩色摹绘本现藏于南京博物院。
該地圖的各種版本被出口到了朝鮮和日本。其中一份未署名但非常詳細的兩頁彩色日本副本於1604年左右製作。在這份日本流通的副本中，西方世界的地名在漢字旁有日語片假名標注。
一份朝鮮手抄的複製版《坤輿萬國全圖》（韓語：곤여만국전도），由畫家金振汝於朝鮮王朝肅宗34年（1708年）製作，尺寸為533×170厘米，用桑皮纸制成。這幅地圖呈橢圓形，於朝鮮世宗36年（西元1710年）由李觀正和權姬兩位朝鮮使臣帶回韓國。目前收藏並展示在首爾國立大學博物館，該件於1985年8月9日被指定為第849號國寶。這幅地圖展示了五大洲和850多個地名。它包含了有關每個地區的民族群體和主要產品的描述。在橢圓形外的邊緣，有北半球和南半球的圖像，亞里士多德的地心說世界體系以及太陽和月亮的軌道。它有崔錫鼎的序言，提供了有關地圖的構成和製作過程的資訊。
1. 南京博物院藏本（彩繪，1－6幅）
2. 韓國首爾大學藏本（彩繪，1－8幅）
3. 日本大阪北村芳郎藏本（彩繪，1－8幅）[29]
4. 美國凱達爾捕鯨博物館藏本（Kendall Whaling Museum）（彩繪，僅第3幅）
5. 法國人理格藏本（彩繪，1－8幅）
6. 中國國家圖書館藏本（彩繪，僅第4幅）
7. 韓國奉先寺藏本（彩繪，1－8幅；已毀，首爾大學奎章閣存有黑白照片，韓國實學博物館藏有復原圖[30][31]）
8. 美國魯德曼古地圖商店49843號（彩繪，僅第1、6兩幅）
9. 中國歷史博物館藏本（墨線仿繪，1－6幅），1930年仿繪自南京藏本。
10. 澳大利亞新南威爾斯州圖書館藏本（彩繪，1和6幅）1675
11. 臺灣中央研究院歷史語言研究所藏本（彩繪，1－6幅）。[32]

另有禹貢學會1936年的影本，為日本京都大學藏本之影本。
2017年於拍賣會又出現一彩色摹繪本，斷代17世紀上半葉，可能是在北京製作。

## 1602年後出版的中國地圖
在1610年於北京去世之前，利瑪竇製作了《坤輿萬國全圖》之後的四幅世界地圖：
- 1603年的八片式版本《兩儀玄覽圖》（用於遠距天地觀測的地圖）[34][35]
- 一本基於1600年地圖的小冊子，也被稱為《山海舆地全图》，由郭子章雕刻；
- 一份新的1608年版本，十二份呈獻給皇帝。
- 1609年的兩半球地圖。[6]

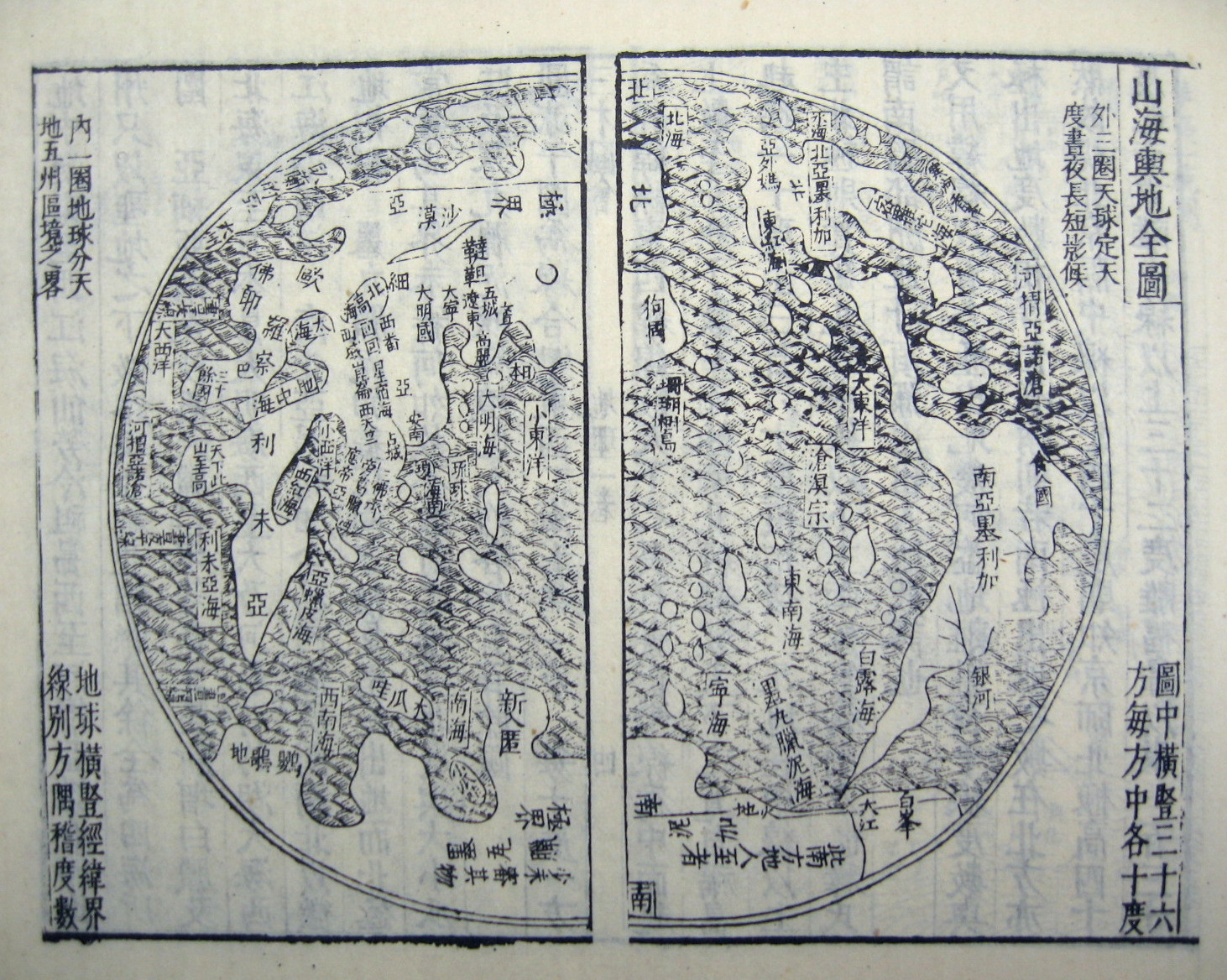
《山海舆地全图》
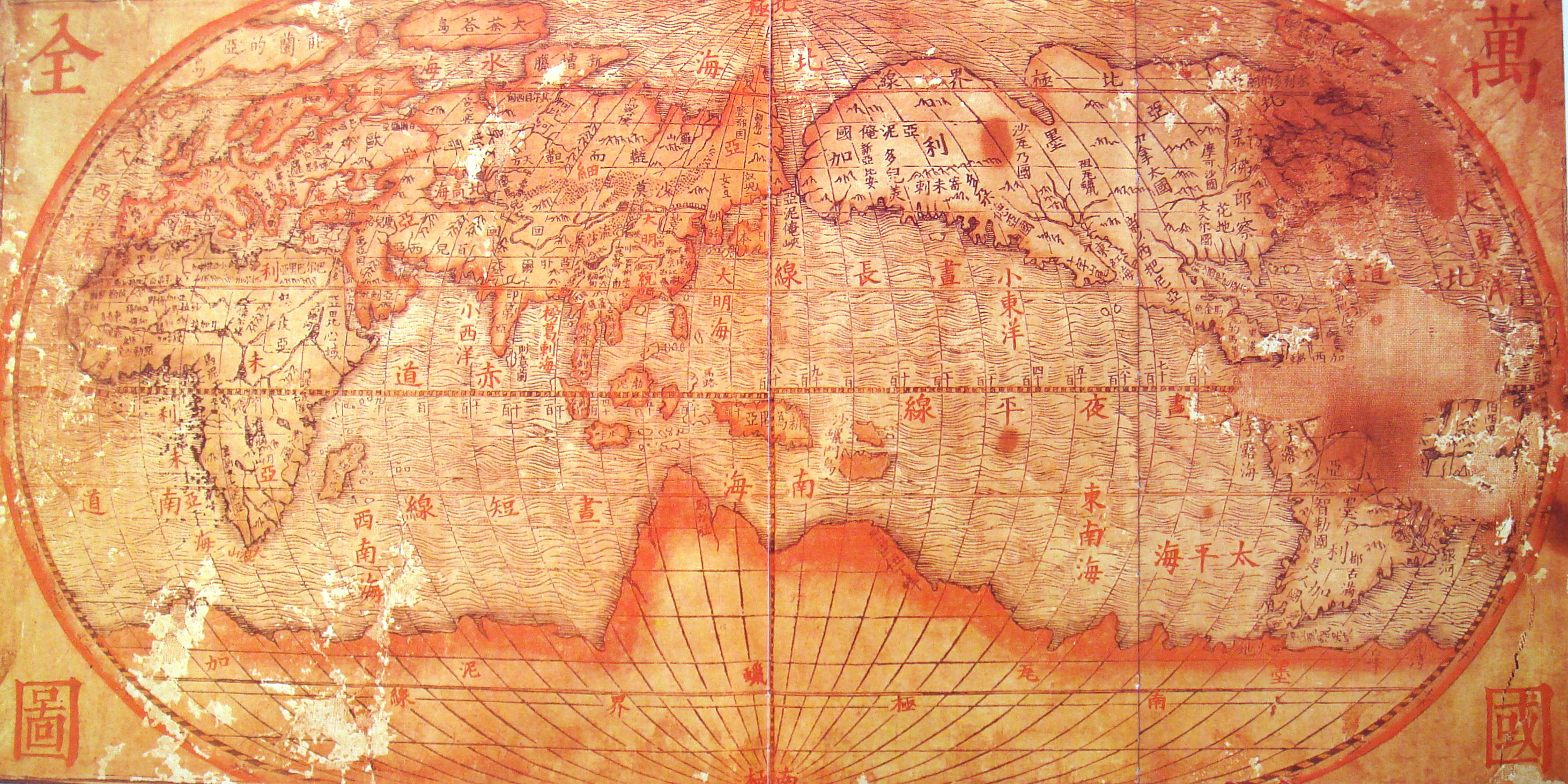
《万国全图》
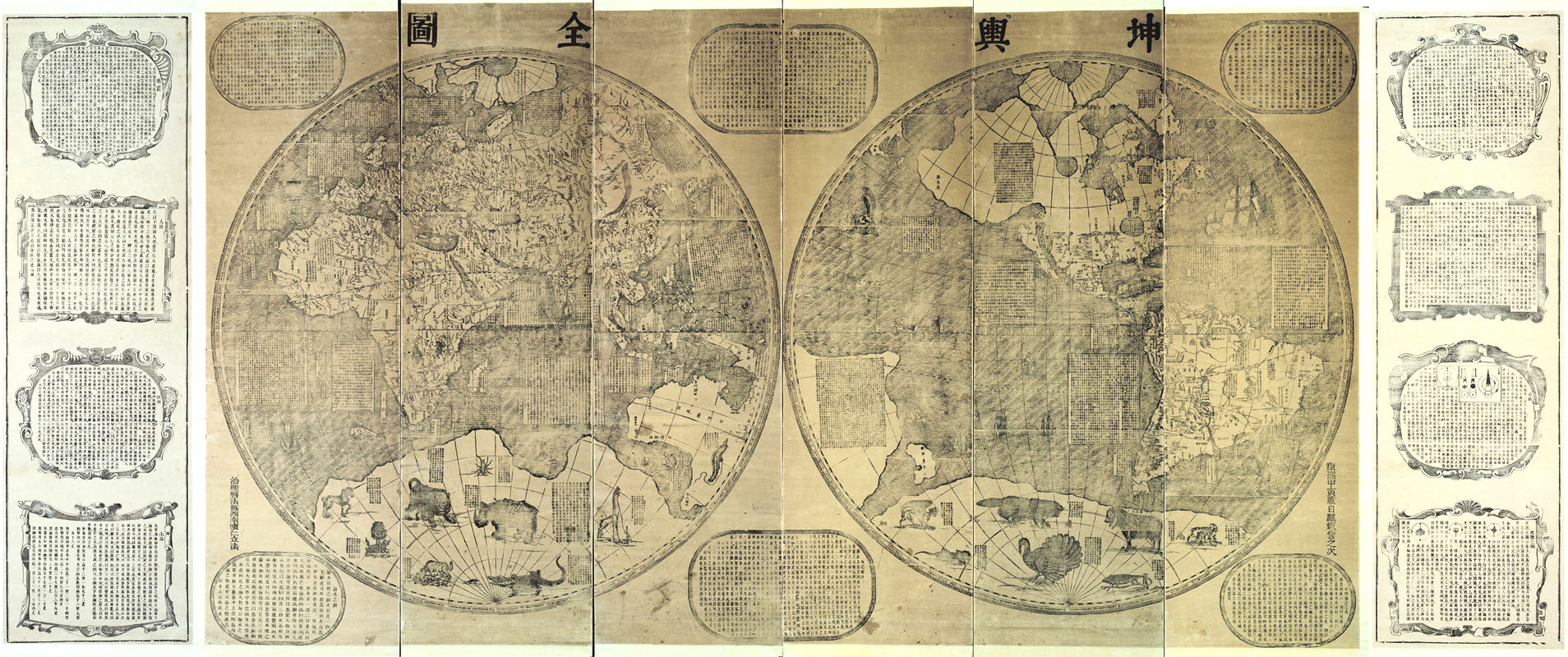
南懷仁《坤輿全圖》

在1607或1609年，《山海舆地全图》曾發表在地理論著《三才圖會》中。1620年，艾儒略製作了世界地圖《万国全图》，將中國置於世界地圖的中心位置，按照利瑪竇的格式和內容，但尺寸小得多（49厘米×24厘米）。這張地圖被收錄在阿萊尼的地理著作《职方外纪》的一些版本中提及。他在1623年的序言中指出，另一位耶穌會士迭戈·德·潘托哈（1571–1618），應皇帝之命翻譯了另一份歐洲地圖，也遵循了利瑪竇的模型，但對該作品沒有其他了解。
1633年，耶穌會士毕方济在南京編寫並注釋了另一份世界地圖，名為《坤舆全图》，該地圖仿照《坤輿萬國全圖》形式編繪而成，配合新的地理知識改進部份內容。
1674年，南懷仁編繪巨幅《坤輿全圖》，該件由八個面板組成，每個面板尺寸為179厘米×54厘米，共同以墨卡托投影方式展示兩個半球。兩個外卷軸分別描繪包含有關地理和氣象的各種信息的裝飾框。南懷仁製作《坤輿全圖》的目的是進呈康熙皇帝御覽之用，目前已知在歐洲、日本、臺灣、美洲和澳洲有至少十四或十五份此地圖的拷貝和版本。

## 宗教意義
利瑪竇是一位耶穌會神父，其使命是讓中國人皈依羅馬天主教。他認為，透過展現對世界的卓越理解可能會有所幫助，並相信這種理解源自於基督教信仰。他製作地圖的目的是為了進行外交嘗試，以確認其宗教和文化的偉大。利瑪竇宣稱這幅地圖「證明了主宰天地的至善、偉大和統一」。

### 圖庫

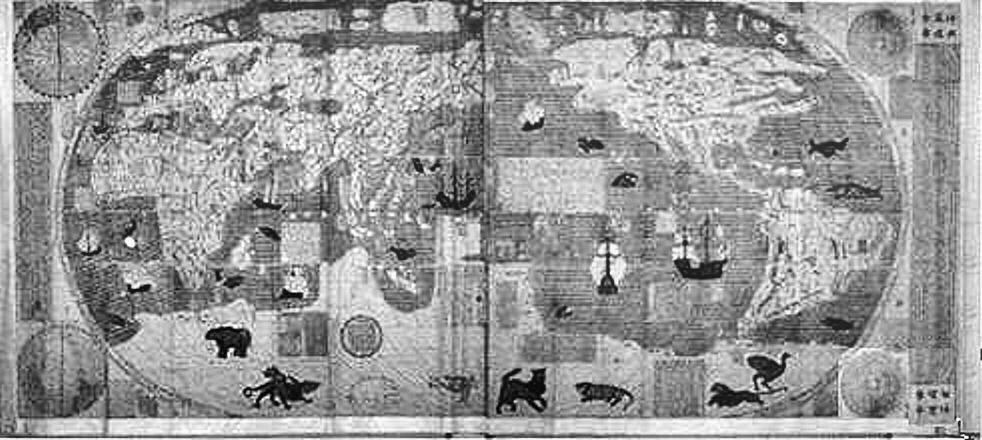
1602年利瑪竇地圖的未知版本或劣質副本
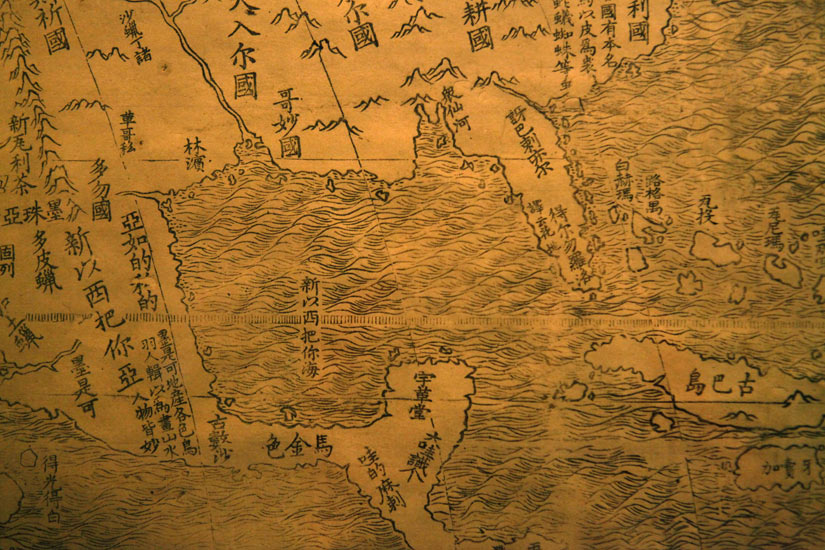
1602年利瑪竇地圖的墨西哥灣、佛羅里達州、古巴、尤卡坦半島區域細節
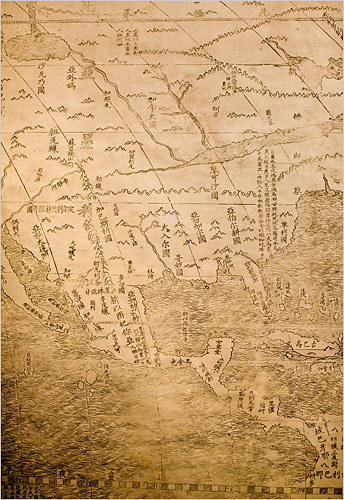
1602年利瑪竇地圖北美州區域的細節。
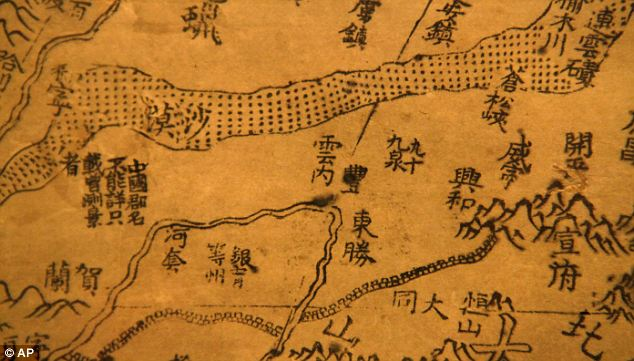
1602年利瑪竇地圖中國區域的細節。
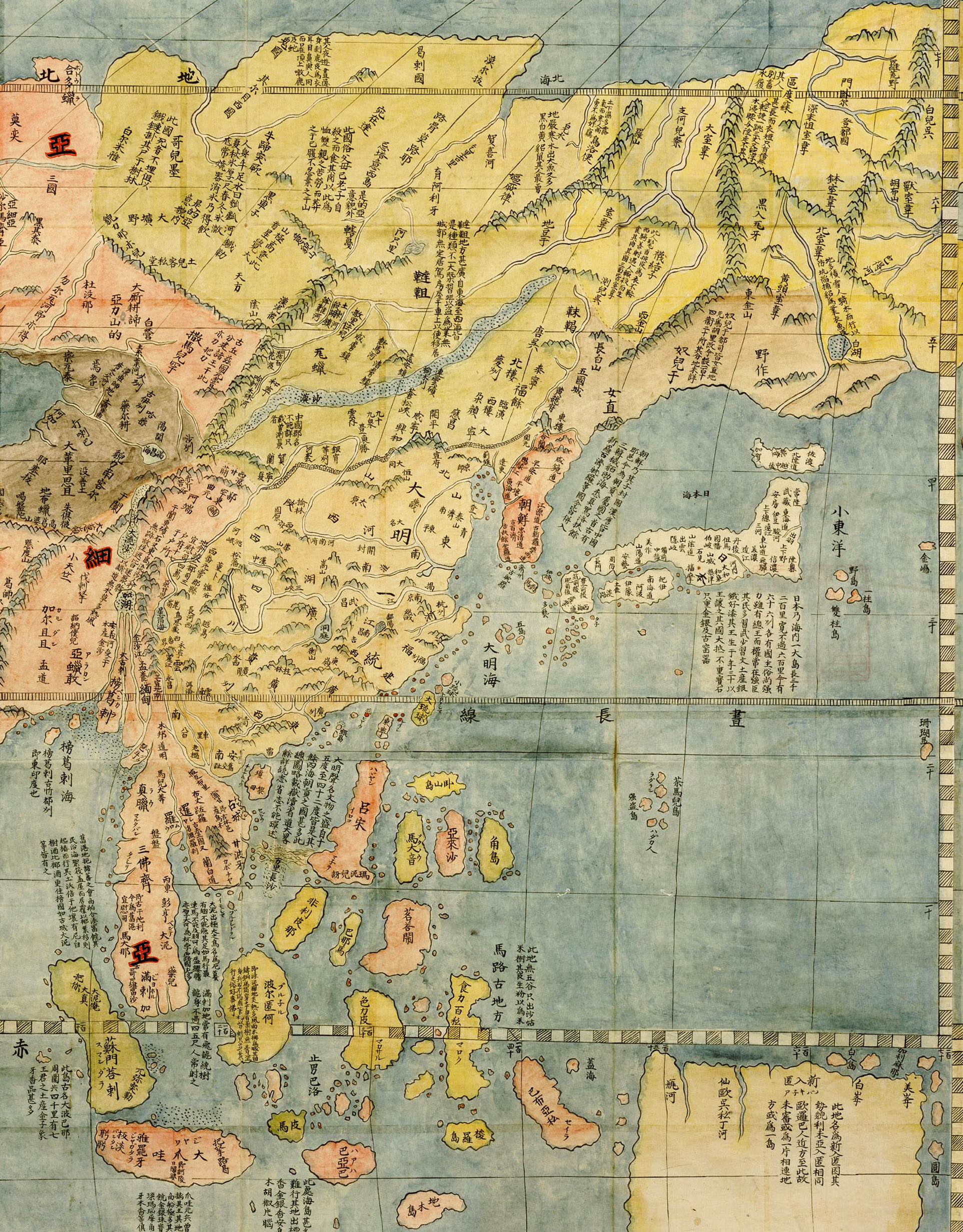
1604年日本副本的中國和遠東細節

## 備註
1. ↑  意為「大地」[1]

### 引用
1. ↑  . 教育部《重編國語辭典修訂本》2021.   [2023-10-17].
2. 1 2 3  故宮博物院. . 紫禁城出版社. 2011年9月: 第一三八頁. ISBN 978-7-5134-0164-7.
3. ↑  Library, James Ford Bell. . 開放博物館.   [2024-02-20]. （原始内容存档于2024-05-30） （中文（繁體））.
4. 1 2  . James Ford Bell Library. Minneapolis: Regents of the University of Minnesota. 2009  [13 January 2010]. （原始内容存档于2010-06-09）.
5. ↑  Elman, Benjamin A. . . Cambridge, MA: Harvard University Press. April 2005: 127–Matteo Mundi's Mappa Mundi. ISBN 978-0-674-01685-9.
6. 1 2 3 4  John D. Day, “The Search for the Origins of the Chinese Manuscripts of Matteo Ricci’s Maps”, Imago Mundi 47 (1995), pp. 94–117
7. ↑  Hong Weilian, earlier established a list of twelve total Ricci maps, which differs from Day’s findings.
8. ↑  “Kao Li Madou de shijie ditu”, p. 28
9. ↑  Ptak, Roderich.  (PDF). Humanismo Latino: 1–17. 2005  [2010-01-13]. （原始内容 (PDF)存档于2008-10-21）.
10. ↑  . Star Tribune.   [2024-02-20]. （原始内容存档于2024-02-20）.
11. ↑  d' Elia, Pasquale M. . Vatican: Città del Vaticano, Biblioteca apostolica Vaticana. 1938  [14 January 2010]. OCLC 84361232. （原始内容存档于2023-12-16）.
12. 1 2  . www.bo.astro.it.   [2024-02-20]. （原始内容存档于2023-12-05）.
13. 1 2  Rothstein, Edward. . nytimes.com. 2010-01-19  [2010-01-20]. （原始内容存档于2023-12-07）.
14. 1 2  龚缨晏; 梁杰龙. . 海交史研究. 2017, (01): 1–13  [2022-03-11]. ISSN 1006-8384. doi:10.16674/j.cnki.cn35-1066/u.2017.01.001. （原始内容存档于2022-05-14）.
15. 1 2  高田時雄. . 北京: 中華書局. 2018: 593－604. ISBN 9787101130546.
16. ↑  .   [2021-12-03]. （原始内容存档于2021-12-03）.
17. ↑  Mappamondo. For earlier English translations of some of the colophons, see, for example, Lionel Giles, “Translations from the Chinese World Map of Father Ricci”, Geographical Journal 52 (1918), pp. 367–385; and 53 (1919), pp. 19–30.
18. 1 2  Abbe, Mary. . Star Tribune (Minneapolis: Star Tribune Company). 2009-12-18  [12 January 2010]. （原始内容存档于2010-01-17）.
19. ↑  京都大學圖書館. . 開放博物館.   [2024-02-20] （中文（繁體））.
20. ↑  宮城県. . 宮城県.   [2024-02-20]. （原始内容存档于2023-11-28） （日语）.
21. ↑  JAPAN, 独立行政法人国立公文書館 | NATIONAL ARCHIVES OF. . 国立公文書館 デジタルアーカイブ.   [2024-02-20]. （原始内容存档于2024-04-15） （日语）.
22. ↑  . MPR News. 2009-12-16  [2024-02-20]. （原始内容存档于2024-02-21） （英语）.
23. ↑  . Library of Congress, Washington, D.C. 20540 USA.   [2024-02-20]. （原始内容存档于2024-02-20）.
24. ↑  阙维民. . 历史地理研究. 2020, 40 (03): 99–113+155. ISSN 2096-6822. CNKI LSLD202003010. NCPSSD LSDLYJ2020003010.
25. ↑  黄时鉴、龚缨晏. . 上海古籍出版社. 2004-09: 147. ISBN 9787532536962.
26. ↑  . 南京博物院.   [2013-09-30]. （原始内容存档于2009-03-02）.
27. ↑  . encykorea.aks.ac.kr.   [2024-02-20]. （原始内容存档于2019-10-09） （韩语）.
28. ↑  . web.archive.org. 2011-07-22  [2024-02-20]. （原始内容存档于2011-07-22）.
29. ↑  . khirin-ld.rekihaku.ac.jp.   [2024-02-20]. （原始内容存档于2024-02-20）.
30. ↑  韓國實學博物館. . 開放博物館.   [2024-02-20]. （原始内容存档于2024-02-20） （中文（繁體））.
31. ↑  서혜림. . 연합뉴스. 2012-03-26  [2024-02-20]. （原始内容存档于2024-02-20） （韩语）.
32. ↑  中央通訊社. . 中央社 CNA. 2023-11-23  [2024-02-20]. （原始内容存档于2024-02-20） （中文（臺灣））.
33. ↑  .   [2021-12-03]. （原始内容存档于2021-12-03）.
34. ↑  . ccts.sinica.edu.tw.   [2024-02-20]. （原始内容存档于2024-02-20）.
35. ↑  Chen, Hui-hung. . The Catholic Historical Review (The Catholic University of America Press). July 2007, 93 (3): 517–552. ISSN 0008-8080. S2CID 56440788. doi:10.1353/cat.2007.0236.

## 外部連結
- The "Great Universal Geographic Map （页面存档备份，存于）" at the World Digital Library （页面存档备份，存于）.
- Audio – MPR's Tom Crann talks with Ford W. Bell about Matteo Ricci and the first Chinese world map
- Museo della Specola
- Bernard J. Shapero
- Interview with Ann Waltner about map

Template:中国地图